# Milton Barnes
Milton Barnes (16. prosince 1931 Toronto – 27. února 2001 tamtéž) byl kanadský hudební skladatel, dirigent a jazzový bubeník.

## Život
Narodil se v Torontu. V roce 1952 vstoupil na Královskou hudební konzervatoř (The Royal Conservatory of Music), kde byli jeho učiteli Samuel Dolin (klavír), Victor Feldbrill, Boyd Neel a Walter Susskind (dirigování), Ernst Krenek a John Weinzweig (skladba). Absolvoval v roce 1955 a ve studiu pokračoval na Vídeňské hudební akademii, kde v roce 1961 získal mistrovský titul. Absolvoval rovněž studijní pobyty na Chigiana School v Sieně (Itálie) a v Tanglewood Music Center v Lenoxu (Massachusetts).
V šedesátých a sedmdesátých letech působil jako dirigent v Spojených státech a v Kanadě. V roce 1964 založil hudební soubor Toronto Repertory Ensemble, který se zaměřil na podporu a provádění současné kanadské hudby. V jeho čele pracoval až do roku 1973. Soubor často vystupoval v kanadském rozhlase a televizi.
V letech 1961–1963 řídil orchestr a komponoval hudbu pro torontské divadlo Crest Theatre. Roku 1964 byl jmenován hlavním dirigentem St. Catharines Symphony Orchestra and Chorus (nyní Niagara Symphony Orchestra). Souběžně působil v letech 1965–1973 jako dirigent Philharmonic Orchestra and Chorus of Niagara Falls v New Yorku. Kromě toho řídil a komponoval hudbu pro Toronto Dance Theatre a příležitostně i pro St. Lawrence Centre for the Arts.
V roce 1973 Barnes ukončil kariéru dirigenta a zcela se věnoval kompozici. Jako dirigent se objevoval pouze při uvádění nebo nahrávání svých vlastních skladeb. Zemřel náhle na infarkt myokardu v Torontu v roce 2001. Jeho poslední dokončená skladba, Songs of Arrival, měla premiéru pod jeho taktovkou na hudebním festivalu Historic Old Toronto Sumer Music Festival v roce 2000.
Je otcem zpěváka a skladatele Micaha Barnese, violoncelisty Ariela Barnese a bubeníka Daniela Barnese.

## Dílo
Přestože mezi jeho učiteli byla řada avantgardních skladatelů, opustil všechny modernistické směry a navrátil se k čisté tonalitě. Jeho hudba je ovlivněna jazzem a obsahuje i elementy popu. Sám také vystupoval jako jazzový hudebník. Někteří kritici jeho dílo označují jako „eklektickou fúzi“. Ve svém dílo často využívá židovskou tematiku.

### Divadlo a film
- Byron the Wonderful Bandit (muzikál, 1965)
- Blood and Guts (film, 1977)
- Masque of the Red Death (balet, 1970)
- Rhapsody on a Late Afternoon (balet, 1971)
- Amber Garden and Three-Sided Room (balet, 1972)
- The Spiral Stairs (balet, 1973)
- The Dybbuk: A Masque for Dancing (balet, 1977)

### Orchestrální skladby
- Symphony No. 1, 1964
- Children's Suite, 1966
- Pinocchio, 1966
- Sonata for flute and string orchestra, 1970
- The Classical Concerto, 1973
- Concert Overture, 1973
- Psalms of David, 1973
- Shebetim, 1974
- Concerto for saxophone and strings, 1975
- Concerto for violin and strings 1975
- Chamber Concerto, 1976
- Symphony No. 2, 1976
- Hannukah Suite No. 1, 1977
- Concerto for viola and orchestra, 1977
- Maid of the Mist, 1977
- Concerto No. 1 for flute and string orchestra, 1978
- Serenade for String Quartet and String Orchestra, 1979
- Follies Overture, 1983
- Double Concerto for Two Guitars and String Orchestra, 1986
- Legends for Orchestra, 1986.

### Komorní skladby
- Lamentations of Jeremiah (1959)
- Concerto Grosso (1973)
- Serenade (kytara a akordeon, 1973)
- Fantasy for Guitar (1975)
- Nocturne (akordeon solo, 1976)
- Variations for Solo Harp (1976)
- Ladino Suite (žesťový kvintet, 1977)
- Poème juif (klavírní kvartet, 1977)
- Annexus (bicí nástroje, 1981)
- Octet (1985)
- Papageno Variations (kontrabas a klavír, 1988)

### Vokální skladby
- Thespis (kantáta, 1956, rev 1973)
- Madrigaly (na středověké sefardské texty, 1975)
- Shir Hashirim (Šalamounova píseň, kantáta, 1975)
- Shema: A Sacred Service (1977)
- Poems from the St Lawrence and the Saguenay (1984)
- Eishet Chayil: A Woman of Valour (1986)
- drobné písně s doprovodem klavíru